# Drużynowe Mistrzostwa Świata na Żużlu 1980
Drużynowe Mistrzostwa Świata na Żużlu 1980 – dwudziesta pierwsza edycja w historii.

## Eliminacje

### Eliminacje kontynentalne

#### Pierwszy ćwierćfinał
- nieznany termin,  Castiglione Olona
- Awans do półfinału kontynentalnego: 2 – Związek Radziecki i Włochy

| Miejsce | Kraje             | Suma | Zawodnicy                                                                                 | Pkt.      | Pkt bieg. |
| ------- | ----------------- | ---- | ----------------------------------------------------------------------------------------- | --------- | --------- |
| 1       | Związek Radziecki | 41   | Grigorij Chłynowski Walerij Gordiejew Wiktor Kuźniecow Michaił Starostin brak zawodnika   | 12 11 7 - | b.d       |
| 2       | Włochy            | 21   | Francesco Biginato Giuseppe Marzotto Giovanni Brizzolari Mauro Ferraccioli brak zawodnika | 8 5 4 -   | b.d       |
| 3       | Austria           | 17   | Herbert Szerecs Adi Funk Walter Grubmüller Herbert Engelmaier brak zawodnika              | 7 5 4 1 - | b.d       |
| 4       | Bułgaria          | 16   | Nikolai Manev Angel Eftimov Orlin Janakiev Ivan Marenov brak zawodnika                    | 7 4 1 -   | b.d       |

#### Drugi ćwierćfinał
- 17 maja 1980 r. (sobota),  Krumbach
- Awans do półfinału kontynentalnego: 2 – RFN i Holandia

| Miejsce | Kraje      | Suma | Zawodnicy                                                               | Pkt.        | Pkt bieg. |
| ------- | ---------- | ---- | ----------------------------------------------------------------------- | ----------- | --------- |
| 1       | RFN        | 40   | Waldemar Bacik Georg Hack Christoph Betzl Egon Müller brak zawodnika    | 12 12 9 7 - | b.d.      |
| 2       | Holandia   | 29   | Rudy Muts Frits Koppe Henk Steman Henny Kroeze Wil Stroes               | 9 7 6 5 2   | b.d       |
| 3       | Węgry      | 22   | István Sziraczky László Mészáros Zoltán Hajdú János Szöke Ferenc Farkas | 9 6 4 3 0   | b.d       |
| 4       | Jugosławia | 5    | Franc Zagar Stefan Kekec Ivan Vrbnjak Darko Tominac Vlado Kocuvan       | 2 1 0       | b.d       |

#### Półfinał
- 29 czerwca 1980 r. (niedziela),  Rodenbach
- Awans do finału kontynentalnego: 2 – RFN i Związek Radziecki

| Miejsce | Kraje             | Suma | Zawodnicy                                                                                | Pkt.      | Pkt bieg. |
| ------- | ----------------- | ---- | ---------------------------------------------------------------------------------------- | --------- | --------- |
| 1       | RFN               | 38   | Egon Müller Georg Hack Waldemar Bacik Alois Wiesböck brak zawodnika                      | 12 10 8 - | b.d.      |
| 2       | Związek Radziecki | 28   | Michaił Starostin Walerij Gordiejew Nikołaj Korniejew Grigorij Chłynowski brak zawodnika | 10 7 4 -  | b.d.      |
| 3       | Holandia          | 17   | Henny Kroeze Frits Koppe Rudy Muts Henk Steman Wil Stroes                                | 9 5 2 1 0 | b.d       |
| 4       | Włochy            | 13   | Giuseppe Marzotto Mauro Ferraccioli Fausto Birbini Mario Andrioli Francesco Biginato     | 5 4 3 1 0 | b.d.      |

#### Finał
- 13 lipca 1980 r. (niedziela),  Brema
- Awans do Finału Światowego: 2 – Polska i Czechosłowacja

| Miejsce | Kraje             | Suma | Zawodnicy                                                                                       | Pkt.        | Pkt bieg. |
| ------- | ----------------- | ---- | ----------------------------------------------------------------------------------------------- | ----------- | --------- |
| 1       | Polska            | 36   | Zenon Plech Roman Jankowski Edward Jancarz Jerzy Rembas rez. Andrzej Huszcza                    | 11 10 9 5 1 | b.d       |
| 2       | Czechosłowacja    | 29   | Václav Verner Aleš Dryml Petr Ondrašík Jiří Štancl rez. Zdeněk Kudrna                           | 10 8 6 5 ns | b.d       |
| 3       | RFN               | 26   | Georg Hack Egon Müller Alois Wiesböck Waldemar Bacik rez. Christoph Betzl                       | 8 8 6 4 ns  | b.d       |
| 4       | Związek Radziecki | 5    | Walerij Gordiejew Grigorij Chłynowski Nikołaj Korniejew Michaił Starostin rez. Wiktor Kuźniecow | 1 0 4       | b.d.      |

### Eliminacje interkontynentalne

#### Runda skandynawska
- 11 czerwca 1980 r. (środa),  Kumla
- Awans do finału interkontynentalnego: 2 – Dania i Szwecja

| Miejsce | Kraje     | Suma | Zawodnicy                                                                   | Pkt.         | Pkt bieg. |
| ------- | --------- | ---- | --------------------------------------------------------------------------- | ------------ | --------- |
| 1       | Dania     | 43   | Ole Olsen Bo Petersen Tommy Knudsen Hans Nielsen Erik Gundersen             | 12 12 11 6 2 | b.d       |
| 2       | Szwecja   | 31   | Anders Michanek Jan Andersson Richard Hellsén Bengt Jansson Bernt Persson   | 10 9 6 5 1   | b.d       |
| 3       | Finlandia | 18   | Kai Niemi Ari Koponen Veijo Tuoriniemi Ila Teromaa Pekka Hautamäki          | 6 5 4 3 0    | b.d       |
| 4       | Norwegia  | 4    | Dag Haaland Audun Ove Olsen Trond Helge Skretting Reidar Eide Rolf Gramstad | 2 1 0 0      | b.d       |

#### Runda brytyjska
- 18 maja 1980 r. (niedziela),  King’s Lynn
- Awans do finału interkontynentalnego: 2 – Anglia i Stany Zjednoczone

| Miejsce | Kraje             | Suma | Zawodnicy                                                               | Pkt.       | Pkt bieg. |
| ------- | ----------------- | ---- | ----------------------------------------------------------------------- | ---------- | --------- |
| 1       | Anglia            | 42   | Dave Jessup Michael Lee Chris Morton Peter Collins rez. John Louis      | 11 11 9 ns | b.d       |
| 2       | Stany Zjednoczone | 31   | Dennis Sigalos Scott Autrey Bruce Penhall Bobby Schwartz brak zawodnika | 10 9 3 -   | b.d       |
| 3       | Australia         | 14   | Billy Sanders Danny Kennedy Mick McKeon Gary Guglielmi Phil Herne       | 6 3 1 1    | b.d       |
| 4       | Nowa Zelandia     | 9    | Larry Ross Ivan Mauger Bruce Cribb Wayne Brown Mitch Shirra             | 5 3 1 0 0  | b.d       |

#### Finał
- 5 lipca 1980 r. (sobota),  Vojens

| Miejsce | Kraje             | Suma | Zawodnicy                                                                         | Pkt.       | Pkt bieg. |
| ------- | ----------------- | ---- | --------------------------------------------------------------------------------- | ---------- | --------- |
| 1       | Anglia            | 33   | Dave Jessup Peter Collins Michael Lee Chris Morton brak zawodnika                 | 12 9 6 -   | b.d.      |
| 2       | Stany Zjednoczone | 32   | Bruce Penhall Dennis Sigalos Scott Autrey Bobby Schwartz Kelly Moran              | 11 9 8 3 1 | b.d.      |
| 3       | Dania             | 25   | Ole Olsen Hans Nielsen Erik Gundersen Bo Petersen Tommy Knudsen                   | 9 6 5 4 1  | b.d.      |
| 4       | Szwecja           | 5    | Jan Andersson Hans Danielsson Richard Hellsén Lillebror Johansson Tommy Johansson | 4 1 0 0    | b.d.      |

## Finał Światowy
- 21 września 1980 r. (niedziela),  Wrocław

| Miejsce | Kraje             | Suma | Zawodnicy                                                                    | Pkt.          | Pkt bieg.                                     |
| ------- | ----------------- | ---- | ---------------------------------------------------------------------------- | ------------- | --------------------------------------------- |
| 1       | Anglia            | 40   | Michael Lee Chris Morton Peter Collins Dave Jessup rez. John Davis           | 11 11 10 8 ns | (2,3,3,3) (3,2,3,3) (3,3,1,3) (2,3,1,2) ns    |
| 2       | Stany Zjednoczone | 29   | Bruce Penhall Scott Autrey Dennis Sigalos Bobby Schwartz rez. Ron Preston    | 12 9 5 3 0    | (3,3,3,3) (2,2,3,2) (0,2,1,2) (1,0,-,2) (0)   |
| 3       | Polska            | 15   | Roman Jankowski Zenon Plech Edward Jancarz Andrzej Huszcza rez. Jerzy Rembas | 5 5 3 2 0     | (1,1,2,1) (2,1,2,w) (3,u,-,0) (d,-,2,0) (u,0) |
| 4       | Czechosłowacja    | 12   | Jiří Štancl Petr Ondrašík Václav Verner Aleš Dryml rez. Zdeněk Kudrna        | 4 3 1 1       | (1,2,0,1) (0,-,2,1) (1,1,1,u) (w,0,1,-) (0,1) |

## Tabela końcowa
| Miejsce | Kraj              |
| 1       | Anglia            |
| 2       | Stany Zjednoczone |
| 3       | Polska            |
| 4       | Czechosłowacja    |
| 5       | Dania             |
|         | RFN               |
| 7       | Szwecja           |
|         | Związek Radziecki |
| 9       | Holandia          |
|         | Finlandia         |
|         | Australia         |
| 12      | Nowa Zelandia     |
|         | Włochy            |
|         | Norwegia          |
| 15      | Węgry             |
|         | Austria           |
| 17      | Bułgaria          |
|         | Jugosławia        |